# Pierściec
Pierściec este o arie protejată (sit de importanță comunitară — SCI) din Polonia întinsă pe o suprafață de 1.702,07 ha, integral pe uscat.

## Localizare
Centrul sitului Pierściec este situat la coordonatele 49°51′12″N 18°48′28″E / 49.8533°N 18.8078°E.

## Înființare
Situl Pierściec a fost declarat sit de importanță comunitară în martie 2007 pentru a proteja 1 specie de animale.

## Biodiversitate
Situată în ecoregiunea continentală, aria protejată nu include niciun habitat protejat.
La baza desemnării sitului se află o specie protejată de  mamifere: liliacul mic cu potcoavă (Rhinolophus hipposideros).